# Bertil Carlsson
Ragnar Alfred Bertil Carlsson (25 agosto 1903 – 26 novembre 1953) è stato un saltatore con gli sci svedese.

## Palmarès

### Mondiali
- Bronzo a Cortina d'Ampezzo 1927 nel salto con gli sci.